# Newtonia erlangeri
Newtonia erlangeri é uma espécie vegetal da família Fabaceae.
Pode ser encontrada nos seguintes países: Quénia, Somália e Tanzânia.